# 新プラトン主義協会
新プラトン主義協会（しんプラトンしゅぎきょうかい）は、新プラトン主義研究を活性化し、かつ研究レベルを国際的水準にまで高めることを目的とした、日本の学術組織。1994年設立。

## 概要
機関誌は『新プラトン主義研究』。
関連書籍に『ネオプラトニカ: 新プラトン主義の影響史』（全2冊、新プラトン主義協会編、水地宗明監修、1998年・2000年）、『新プラトン主義を学ぶ人のために』（水地宗明・山口義久・堀江聡共編、世界思想社、2014年）がある。